# Campeonato Mundial de Atletismo Júnior de 2014 - 3000 m feminino
A prova dos 3000 metros rasos 	feminino do Campeonato Mundial de Atletismo Júnior de 2014 ocorreu no dia 24 de julho em Eugene, nos Estados Unidos. 

## Recordes
Antes desta competição, os recordes mundiais e do campeonato nesta prova eram os seguintes:
|     | Nome        | Nacionalidade | Tempo   | Local | Data                   |
| --- | ----------- | ------------- | ------- | ----- | ---------------------- |
| WJR | Zola Budd   | Reino Unido   | 8:28.83 | Roma  | 7 de setembro de 1985  |
| CR  | Zhang Linli | China         | 8:46.46 | Seul  | 20 de setembro de 1992 |

## Medalhistas
| Ouro            | Prata                        | Bronze                             |
| Mary Cain (USA) | Lilian Kasait Rengeruk (KEN) | Valentina Chepkwemoi Mateiko (KEN) |

## Cronograma
Todos os horários são locais (UTC-7).
| Data        | Hora  | Evento |
| ----------- | ----- | ------ |
| 24 de julho | 20:15 | Final  |

## Resultados

### Final
A prova final foi realizada no dia 24 de julho às 20:15. 
| Posição           | Atleta                       | Nacionalidade  | Tempo   | Notas           |
| ----------------- | ---------------------------- | -------------- | ------- | --------------- |
| Medalha de ouro   | Mary Cain                    | Estados Unidos | 8:58.48 | Recorde pessoal |
| Medalha de prata  | Lilian Kasait Rengeruk       | Quênia         | 9:00.53 |                 |
| Medalha de bronze | Valentina Chepkwemoi Mateiko | Quênia         | 9:00.79 | Recorde pessoal |
| 4                 | Nozomi Musembi Takamatsu     | Japão          | 9:02.85 | Recorde pessoal |
| 5                 | Etagegn Woldu                | Etiópia        | 9:06.42 |                 |
| 6                 | Emine Hatun Tuna             | Turquia        | 9:06.85 | Recorde pessoal |
| 7                 | Jessica Hull                 | Austrália      | 9:08.85 | Recorde pessoal |
| 8                 | Weini Kelati                 | Eritreia       | 9:12.32 | Recorde pessoal |
| 9                 | Gabriela Stafford            | Canadá         | 9:14.97 |                 |
| 10                | Anna Stefani                 | Itália         | 9:23.12 | Recorde pessoal |
| 11                | Nao Yamamoto                 | Japão          | 9:24.41 |                 |
| 12                | Maria Magdalena Ifteni       | Roménia        | 9:26.04 | Recorde pessoal |
| 13                | Nataliia Soltan              | Ucrânia        | 9:26.58 | Recorde pessoal |
| 14                | Darya Maslova                | Quirguistão    | 9:30.28 |                 |
| 15                | Stephanie Jenks              | Estados Unidos | 9:31.47 |                 |
| 16                | Sofia Ennaoui                | Polónia        | DNF     |                 |
| 17                | Sarah Lahti                  | Suécia         | DNS     |                 |
| 18                | Heather Petrick              | Canadá         | DNS     |                 |

Legenda
| Recorde mundial       | Recorde mundial (World record)               |                       | Recorde africano                      | Recorde africano (African) |                                           | Q | Classificado por posição (Qualified) |
| Recorde do campeonato | Recorde do campeonato (Championship record)  | Recorde da América    | Recorde da América (Americas)         | q                          | Classificado por melhor tempo (Qualified) |   |                                      |
| Melhor marca do ano   | Melhor marca do ano (World leading)          | Recorde asiático      | Recorde asiático (Asian)              | DNS                        | Não largou (Did not start)                |   |                                      |
| Recorde nacional      | Recorde nacional (National record)           | Recorde europeu       | Recorde europeu (European)            | DNF                        | Não terminou (Did not finish)             |   |                                      |
| Recorde pessoal       | Recorde pessoal do atleta (Personal best)    | Recorde da Oceania    | Recorde da Oceania (Oceania)          | DSQ / DQ                   | Desclassificado (Disqualified)            |   |                                      |
| Recorde da temporada  | Recorde da temporada do atleta (Season best) | Recorde sul-americano | Recorde sul-americano (South America) | NM                         | Sem marca (No mark)                       |   |                                      |